# جوزيف ن. ويلش
جوزيف ن. ويلش (بالإنجليزية: Joseph N. Welch)‏ هو محامي أمريكي، ولد في 22 أكتوبر 1890 في بريمهار في الولايات المتحدة، وتوفي في 6 أكتوبر 1960 في Cape Cod Hospital ‏ في الولايات المتحدة بسبب نوبة قلبية.

## وصلات خارجية
- جوزيف ن. ويلش على موقع IMDb (الإنجليزية)
- جوزيف ن. ويلش على موقع إن إن دي بي (الإنجليزية)
- جوزيف ن. ويلش على موقع قاعدة بيانات الفيلم (الإنجليزية)